# Thoma Bravo
Thoma Bravo — американская компания с частным акционерным капиталом, офисы которой есть в Сан-Франциско, Чикаго и Майами. С 2003 года компания заключила свыше 300 сделок по программному обеспечению на сумму более 85 миллиардов долларов и контролирует портфель из более чем 40 компаний-разработчиков программного обеспечения. Они генерируют около 15 миллиардов долларов годового дохода и нанимают 45000 человек. В октябре 2019 года Forbes оценил стоимость компании в 7 миллиардов долларов.
С октября 2020 года Thoma Bravo управляет фондом частных акций, представляющих более 70 миллиардов долларов в обязательствах по капиталу. Это преемник фирмы Golder Thoma & Co, который был создан в 1980 году Stanley Golder и Carl Thoma.
В феврале 2019 года французская бизнес-школа HEC Paris, в сотрудничестве с Dow Jones, назвала Thoma Bravo лучшим выпуском инвестора в мире после изучения 898 средств, собранных в период с 2005 по 2014 годы. Согласно публичным данным, проанализированным Forbes, его средства возвращаются 30 % чистая ежегодно, и с начала 2015 года Thoma Bravo продала 25 инвестиций, на которые стоит 20 миллиардов долларов, что в 4 раза больше их стоимости.

## История компании
В 1980 году Stanley Golder и Carl Thoma создали Golder Thoma & Co, компанию, которая зачислена в качестве консолидации, а также для покупки и сборки инвестиционных стратегий. В 1984 году Брайан Крессеи был набран, чтобы присоединиться к фирме из Чикаго, и название фирмы было изменено на Golder Thoma Cressey. С продвижением Bruce Rauner для партнера стал Golder, Thoma, Cressey, Rauner, Inc. (GTCR).
В 1998 году фирма разделилась на две: GTCR Golder Rauner, для повышения крупных средств и преследования больших инвестиций; и Thoma Cressey Incity Partners, которые продолжали давние фокусировки фирмы на «среднем рынке».
Thoma Cressey Incity Partners начала инвестировать в сектор ПО (программного обеспечения) предприятия в 2002 году, когда приобрела Prophet21, поставщика программного обеспечения для прочных товаров для их  распространителей.
В 2008 году Thoma Cressey Bravo стал Thoma Bravo после того, как Брайан Крессеи покинул компанию для создания отдельных медицинских услуг, Cressey & Co.
Thoma Bravo возглавляет управление партнерами Seth Boro, Orlando Bravo, Scott Crabill, Lee Mitchell, Holden Spaht and Carl Thoma. Фирма закрыла 12-й фонд в сентябре 2016 года, с капитализацией в 7,6 миллиарда долларов.
Компания сосредоточена на программном обеспечении приложений, инфраструктуры и кибербезопасности и секторов бизнес-сервисов с поддержкой технологий.
В октябре 2019 года Thoma Bravo объявила о приобретении Sophos за 3,1 млрд фунтов стерлингов (около 3,8 млрд долларов) с учётом долгов британского производителя решений для кибербезопасности.
Компания переместила деятельность в Майами в конце 2020 года.
В декабре 2020 года частная инвестиционная компания Thoma Bravo объявила о приобретении RealPage, разработчика ПО для работы с недвижимостью. Сделка оценивается в 10,2 млрд долларов
В июле 2021 года компания FTX Trading заявила, что ее рыночная стоимость выросла до 18 млрд долларов.
В марте 2022 года Thoma Bravo приобрела компанию Anaplan , занимающуюся корпоративным облачным программным обеспечением, за 10,7 млрд долларов (9,6 млрд евро).  Приобретение было завершено в июне 2022 года после того, как Thoma Bravo сократила предложение о поглощении до 10,4 миллиарда долларов.
В апреле 2022 года Thoma Bravo объявила о приобретении компании SailPoint, занимающейся защитой личных данных, за 6,9 миллиарда долларов.
В апреле 2022 года Thoma Bravo продала одну из своих компаний, поставщика облачных решений для обеспечения безопасности, Barracuda Networks , компании KKR за нераскрытую сумму.

## Примеч
1. ↑  Thoma Bravo. Thoma Bravo | Contact (англ.). www.thomabravo.com. Дата обращения: 11 октября 2021. Архивировано 29 октября 2021 года.
2. ↑  Thoma Bravo. About Us - Private Equity Firm Overview (англ.). www.thomabravo.com. Дата обращения: 11 октября 2021. Архивировано 29 октября 2021 года.
3. ↑  Thoma Bravo raises $22.8 billion (англ.). Crain's Chicago Business (26 октября 2020). Дата обращения: 11 октября 2021. Архивировано 28 октября 2021 года.
4. 1 2  Antoine Gara. Meet Wall Street’s Best Dealmaker: New Billionaire Orlando Bravo (англ.). Forbes. Дата обращения: 11 октября 2021. Архивировано 3 октября 2021 года.
5. ↑  Singh, Preeti (26 октября 2020). Thoma Bravo Raises $22.8 Billion in Record Tech-Fundraising Haul. Wall Street Journal. Архивировано 29 октября 2021. Дата обращения: 11 октября 2021.
6. ↑  The 2018 HEC-DowJones Private Equity Performance Ranking (англ.). HEC Paris. Дата обращения: 11 октября 2021. Архивировано 28 октября 2021 года.
7. ↑  What is Private Equity? A Brief History (амер. англ.). Financial Poise (29 июля 2019). Дата обращения: 11 октября 2021. Архивировано 28 октября 2021 года.
8. ↑  Just Who Is Bruce Rauner? (амер. англ.). Chicago Magazine. Дата обращения: 11 октября 2021. Архивировано 9 декабря 2019 года.
9. ↑  Bravo Family Foundation dona $250,000 para apoyar a Surfside (амер. англ.). CB en Español (28 июня 2021). Дата обращения: 11 октября 2021. Архивировано 24 октября 2021 года.